# Matas Narmontas
Matas Narmontas (* 15. Februar 1991 in Šiauliai) ist ein litauischer Schachspieler.

## Leben
Nach dem Abitur am Romuvos-Gymnasium Šiauliai studierte Narmontas Chemie an der Universität Vilnius. Er lernte an der „Dubysa“-Sportschule in Šiauliai. Sein Trainer war Raimondas Narmontas.
Bei der Jugendweltmeisterschaft in der Altersklasse U10 belegte er 2001 in Oropesa del Mar den dritten Platz. 2006 wurde er zum FIDE-Meister und 2013 zum Internationalen Meister (IM) ernannt. Die erforderlichen IM-Normen erfüllte er im August 2008 bei der Juniorenweltmeisterschaft in Gaziantep, in der litauischen Mannschaftsmeisterschaft 2010/11 und im August 2012 bei einem IM-Turnier in Panevėžys.